# علي ستون
علي ستون (بالإسبانية: Ali Stone)‏ هي كاتبة غنائية كولومبية، ولدت في 1992 في بوغوتا في كولومبيا.

## وصلات خارجية
- الموقع الرسمي